# Strada statale 29 (Polonia)
La strada statale 29 (sigla DK 29, in polacco droga krajowa 29) è una strada statale polacca che attraversa il Paese da Słubice a Połupin.